# Leeb-Rückprallmethode
Die Leeb-Rückprallmethode oder Rückprall-Härteprüfung nach Leeb ist eine dynamische Härteprüfmethode, die von dem Wissenschaftler Dietmar Leeb entwickelt wurde.
Hierbei wird ein Schlagkörper, an dessen vorderem Ende sich eine Hartmetall-Prüfspitze befindet, mit einer definierten Energie gegen die Oberfläche des Prüfstücks getrieben. Der Aufprall des Schlagkörpers bewirkt eine Verformung der Oberfläche, was zu einem Verlust kinetischer Energie führt. Dieser Energieverlust wird durch Geschwindigkeitsmessung ermittelt und daraus ein Härtewert HL berechnet. 
{\displaystyle HL={\frac {v_{R}}{v_{A}}}\cdot 1000}
Die definierte Energie des Aufpralls kann durch Federkraft oder eine Fallrohreinrichtung hervorgerufen werden. Die Geschwindigkeit des Schlagkörpers wird zum Beispiel mittels eines an einer feststehenden Spule induzierten Spannungssignals gemessen. Umgewandelte Werte des Prüfresultats können in Werte anderer Härteskalen, wie Rockwell (HRC, HRB), Brinell (HB), Vickers (HV) und Shore-Härte (HS), umgewertet werden.

## Normen und Standards
Vom DIN-Normungsausschuss Härteprüfung von Metallen sind das Leeb-Härteverfahren, die Kalibrierung von Leeb-Härteprüfgeräten und die Kalibrierung von Leeb-Härtevergleichsplatten als EN ISO 16859-1 bis -3 ausgearbeitet worden. International ist das verwendete Messprinzip auch als ASTM A956 genormt. 